# Андреас Бреннстрем
Андреас Бреннстрем (швед. Andreas Brännström, нар. 10 травня 1976, Стокгольм) — шведський футболіст, що грав на позиції півзахисника.
По завершенні ігрової кар'єри — тренер. З 2023 року очолює тренерський штаб команди АІК.

## Ігрова кар'єра
Народився 10 травня 1976 року в Стокгольмі. Вихованець футбольної школи клубу «Броммапойкарна». Дорослу футбольну кар'єру розпочав 1993 року в основній команді того ж клубу, в якій провів чотири сезони. 
Згодом з 1997 по 1999 рік грав у складі команд «Кафе Опера» та «Сіріус» (Уппсала).
Завершував ігрову кар'єру у команді «Енчерінг», за яку виступав протягом 2000—2001 років.

## Кар'єра тренера
Розпочав тренерську кар'єру, повернувшись до футболу після невеликої перерви, 2007 року як тренер молодіжної команди клубу «Сіріус» (Уппсала). З наступного року був помічником головного тренера основної команди, а вже 2009 року обійняв його посаду.
Протягом 2010-х років тренував команди «АФК Ескільстуна», «Далькурд» та «Єнчопінг Седра».
Протягом частини 2021 року був асистентом співвітчизника Єнса Густафссона у тренерському штабі хорватського «Хайдука» (Спліт), після чого повернувся на батьківщину, де тренував «М'єльбю», а з початку 2023 року очолив тренерський штаб команди АІК.